# 山梨交通塩山営業所

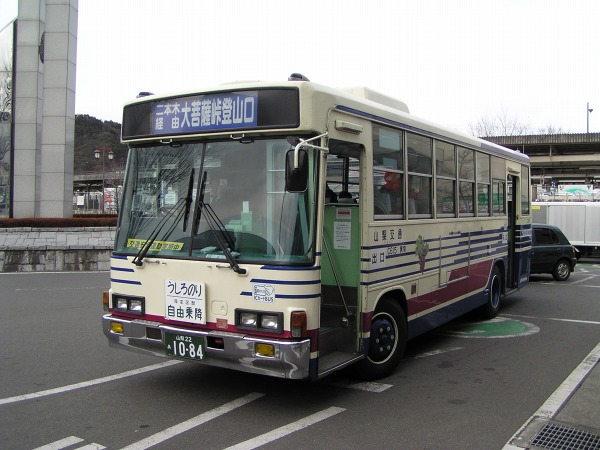
甲州市市民バス・大菩薩峠登山口行き（現在は経由地が変更）

山梨交通塩山営業所（やまなしこうつうえんざんえいぎょうしょ）は、山梨県甲州市に位置する山梨交通の営業所。

## 歴史
当営業所は1945年に山梨交通直営の営業所として開設され、旧塩山市内を発着する路線バスの運行を行っていた。山梨貸切自動車と施設を共有するようになると、1996年10月には一部の路線を同社に移管した。その後、営業所の全業務を山梨貸切自動車に移管したため、山梨交通の営業所としては一旦廃止された。
2015年に入り、山梨交通グループでは一般路線バスに交通系ICカードであるPASMOを導入することを明らかにした。PASMOの導入には一般社団法人バス共通ICカード協会への参画が必要だが、山梨貸切自動車は同協会に参画しておらず、このままでは塩山営業所管内の路線への導入に相当な時間を要することが予想された。そこで、山梨貸切自動車が新たに参画手続きをとらずに済むよう、すでに参画している山梨交通に車両を移管することでこの問題の解決を図った。ただし、実際には車両だけ移管するわけにいかなかったことから、PASMO導入に先立つ2015年10月1日に営業所の全業務を山梨交通が継承した。

## 管轄路線
- 窪平・西沢渓谷線：塩山駅 - 菅田神社 - 向嶽寺 - 上井尻 - 窪平 - 市営笛吹の湯 - 川浦温泉 - 西沢渓谷入口
  - 窪平 - 西沢渓谷入口間はフリー乗降区間である。。西沢渓谷入口発着便は季節運行。年末年始は全便運休。
- 塩山高校線：塩山駅 - 菅田神社 - 向嶽寺 - 上井尻 - 塩山高校
  - 土日祝日及び学校休校日は運休。

### 受託運行路線
甲州市のコミュニティバスである甲州市市民バスの一部路線の受託運行を行っている。当営業所が受託運行する路線ではPASMOなどの交通系ICカードが使用できる。

## かつて管轄していた路線

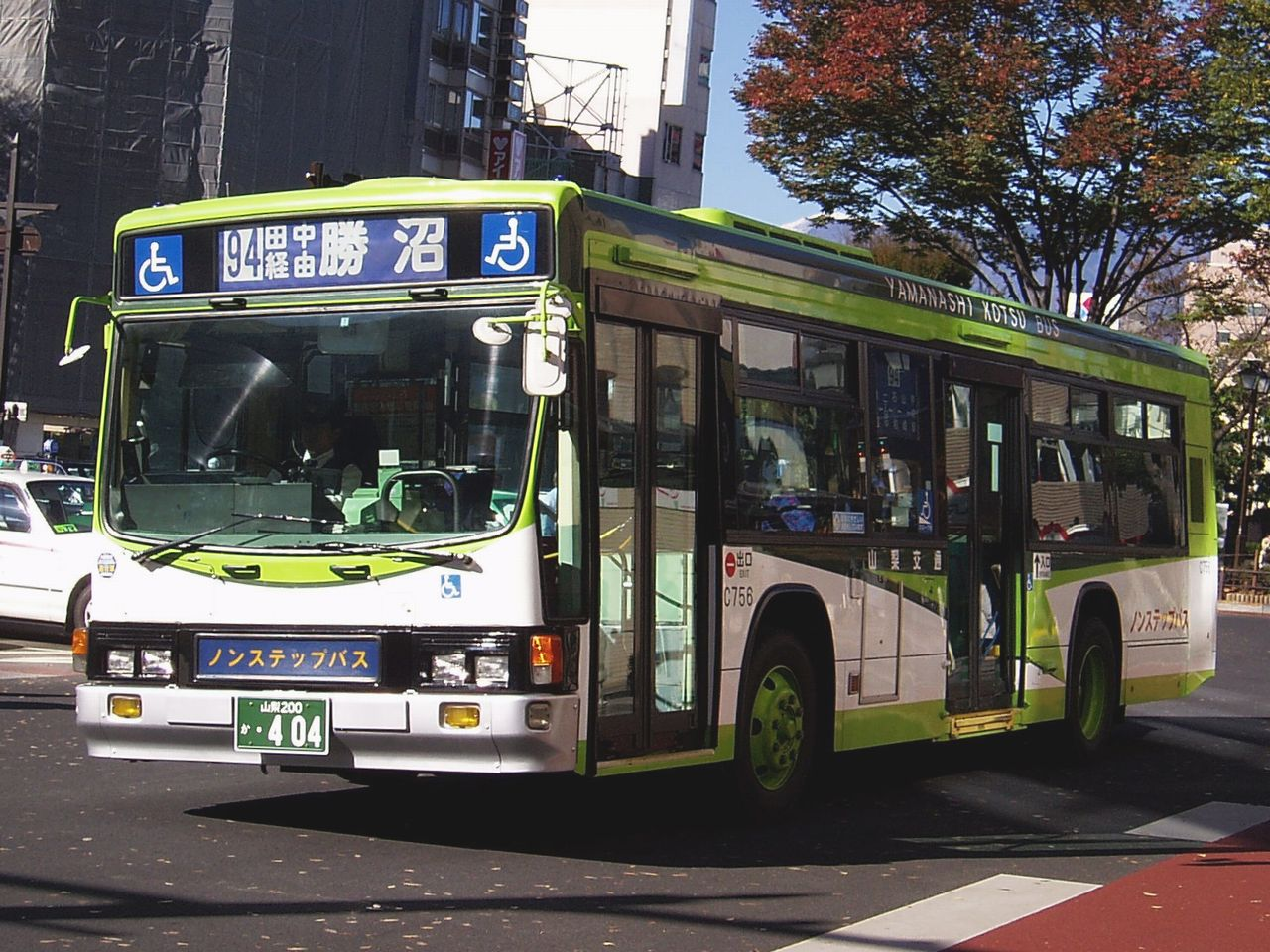
かつて運行していた94系統・田中経由勝沼行き

停留所の名称はいずれも運行当時のもの。当営業所は敷島営業所との共管路線が多かった。
- 30：甲府駅 - 貢川 - 山梨県立美術館 - 貢川団地[注 2]
- 91：敷島営業所 - 長塚 - 甲府駅 - 善光寺入口 - 酒折駅入口 - 山梨学院大学 - 山梨英和大学[注 2]
- 94：甲府駅 - 善光寺入口 - 酒折駅入口 - 山梨学院大学 - 山梨英和大学入口 - 石和温泉駅入口 - 鵜飼山 - 笛吹橋東詰 - 田中 - 勝沼
- 98：敷島営業所 - 長塚 - 甲府駅 - 善光寺入口 - 酒折駅入口 - 山梨学院大学 - 山梨英和大学 - 石和温泉駅入口 - 石和温泉駅[注 2]